# Freiheitsaktion Bayern
Die Freiheitsaktion Bayern (FAB) war eine Personengruppe in Südbayern, die in den letzten Tagen des Zweiten Weltkrieges eine Kapitulation der Deutschen  anstrebte, aber in einem Fiasko endete. Ihr gehörten vorwiegend konservative, bayerisch-patriotisch gesinnte Deutsche und Mitglieder des (Bildungs-)Bürgertums an.

## Hintergrund

Bayern Streifenflagge

Ende April 1945 stand die deutsche Kriegsniederlage unmittelbar bevor. Die Schlacht um Berlin war in vollem Gange; gekämpft wurde auch noch in Norddeutschland und in Kurland, in einigen Atlantikfestungen und anderen kleineren Frontabschnitten von Slowenien bis ins Sudetenland. Amerikanische und französische Verbände waren im Begriff, den restlichen Teil Bayerns einzunehmen. Die Propaganda des Nationalsozialismus machte glauben, in Südbayern und Österreich sei eine „Alpenfestung“ vorbereitet. Eine Gruppe um Hauptmann Rupprecht Gerngross, Chef der Dolmetscherkompanie des Wehrkreises VII in der Münchener Saar-Kaserne, entschlossen sich daher, zur Vermeidung weiteren Blutvergießens die Bewohner in Bayern zur Kapitulation aufzufordern. Ihre Initiative nannten sie „Freiheitsaktion Bayern“.

## Ziele
Wie Rupprecht Gerngross nach der Einnahme eines Radiosenders in Ismaning verkündete, hatte die Freiheitsaktion folgende Ziele:
1. Ende von Militarismus und Nationalsozialismus,
2. Aufbau eines Sozialstaates,
3. Allmähliche Wiedereinführung der Presse- und Versammlungsfreiheit.

Ähnliche Ziele klangen in weiteren Punkten an.

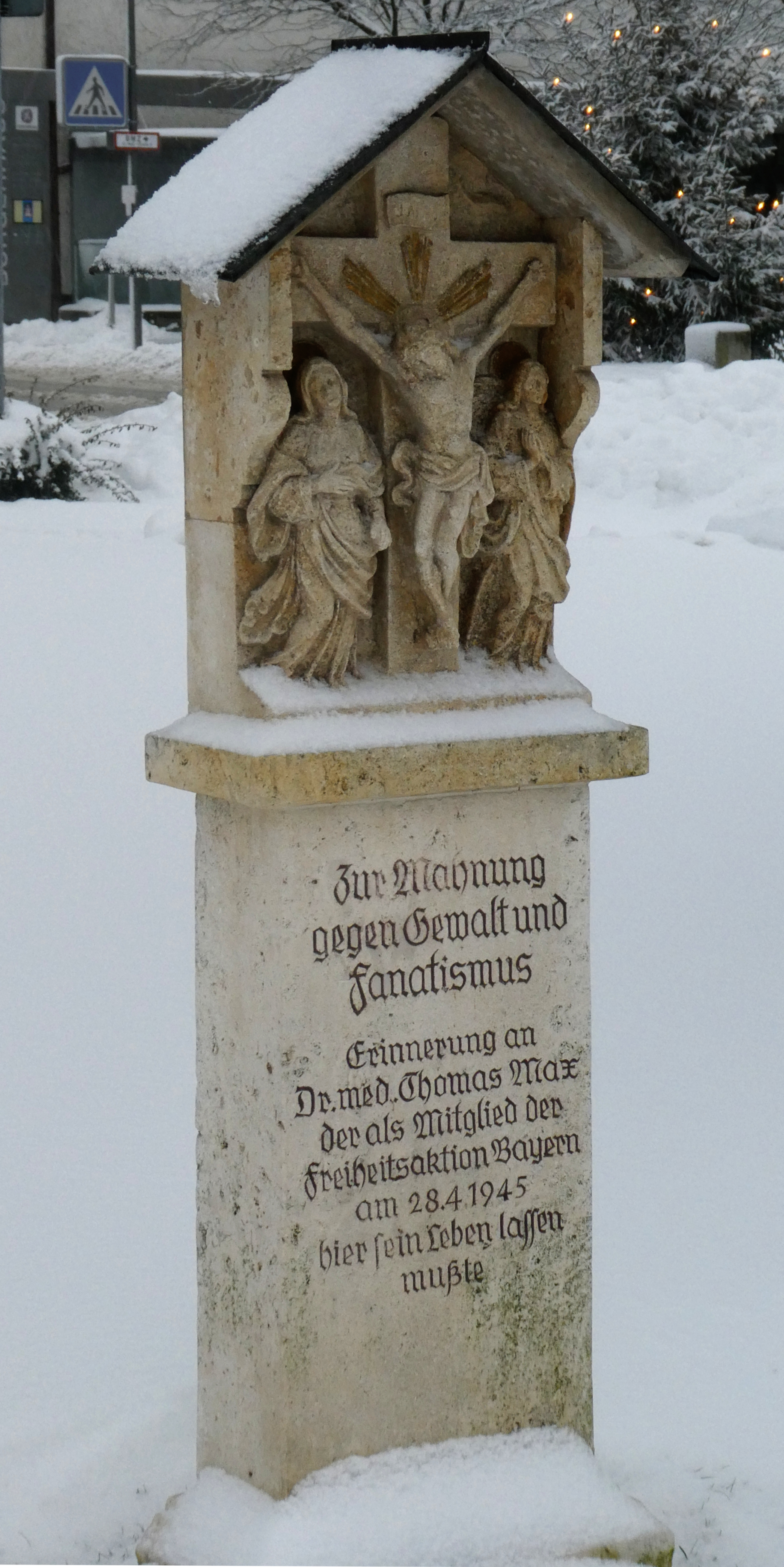
Denkmal für Thomas Max am Rathaus in Grünwald

## Verlauf der Kampagne
Am Abend des 27. April ließ Gerngross seine Truppe in der Saar-Kaserne antreten. Er entband die Soldaten vom Führereid. Die Aktion erhielt das Codewort „Fasanenjagd“. Die gold-betressten NSDAP-Funktionäre hießen im Volksmund „Goldfasane“.
Gerngross suchte in den Kreisen München und Freising nach weiteren Mitstreitern, allerdings konnte er nicht allzu viele für seine Pläne begeistern: Einige waren noch verblendet von der NS-Propaganda, andere fürchteten die Rache des NS-Regimes. Zu den Unterstützern gehörte die Widerstandsgruppe O7. Gerngross entschloss sich schließlich, den „Widerstand auf Mittelwelle“ zu führen, d. h. sobald die US-amerikanischen Verbände die Städte erreichten, sollten Radiosender besetzt und von dort aus zur Kapitulation aufgefordert werden. Die Bevölkerung sollte einsehen, dass eine Fortsetzung der Kämpfe sinnlos war, und selbst gegen fanatische Nationalsozialisten vorgehen.
Am 28. April besetzten Gerngross und seine Mitstreiter zwei Sendeanlagen des Reichssenders München in Ismaning und München-Freimann. Von dem Radiosender in Ismaning rief Gerngross zur baldigen Einstellung jeglicher Feindseligkeiten auf und proklamierte die Ziele der Freiheitsaktion Bayern: „Achtung, Achtung! Sie hören den Sender der Freiheitsaktion Bayern […] Beseitigt die Funktionäre der Nationalsozialistischen Partei. Die FAB hat heute Nacht die Regierungsgewalt erstritten.“
Reichsstatthalter Franz von Epp zögerte, sich an die Seite der Aufstandsbewegung zu stellen.
Gauleiter Paul Giesler, der am Tag darauf zum Nachfolger Himmlers im Amt des Reichsinnenministers ernannt wurde, schlug nach wenigen Stunden mit Hilfe von SS-Einheiten den Aufstand der Freiheitsaktion nieder. SS und Gestapo gingen mit aller Härte gegen die „Freiheitsaktion“ vor. Gerngross und seine Leute mussten fliehen, einige wurden auf der Flucht von der SS getötet. Gerngross und einige andere konnten untertauchen.
Die Truppen der Alliierten rückten von Westen nach Bayern ein. In Augsburg wurde, dank der erfolgreichen Augsburger Freiheitsbewegung ohne Kampf, am 28. April die Kapitulation erklärt. In Dachau kam es zum Dachauer Aufstand. In Penzberg verhinderte der ehemalige SPD-Bürgermeister Hans Rummer die Sprengung des Bergwerkes, setzte den nationalsozialistischen Bürgermeister ab und sorgte für die Befreiung von Zwangsarbeitern und Gefangenen. Daraufhin wurde der Ort von der Wehrmacht besetzt und 16 Personen wurden in der Penzberger Mordnacht ermordet.
Einzelne Bürger und Priester, die die weiß-blaue bayerische Flagge (Staatsflagge Bayerns) oder die weiße Flagge an Häusern oder an einem Kirchturm hissten, wurden von SS-Leuten – aber auch von fanatischen NSDAP-Anhängern – gejagt und erschossen oder zur Abschreckung der Restbevölkerung für alle sichtbar aufgehängt. Zur Überraschung der einrückenden Amerikaner wurde in vielen bayerischen Orten nicht die weiße Parlamentärsflagge gehisst, sondern die weiß-blaue bayerische Flagge.
Die SS-Leute und andere Nazis verfolgten „Wehrkraftzersetzung“ und „Drückebergerei“. Mehr als 40 Aufständische sind bekannt, die den Aufrufen der FAB gefolgt waren und nur Stunden vor der Befreiung ermordet wurden. So wurden beispielsweise in Burghausen drei Arbeiter der Wacker-Werke von der SS erschossen. An sie erinnert ein Mahnmal auf dem Fabrikgelände.

## Erinnerungskultur

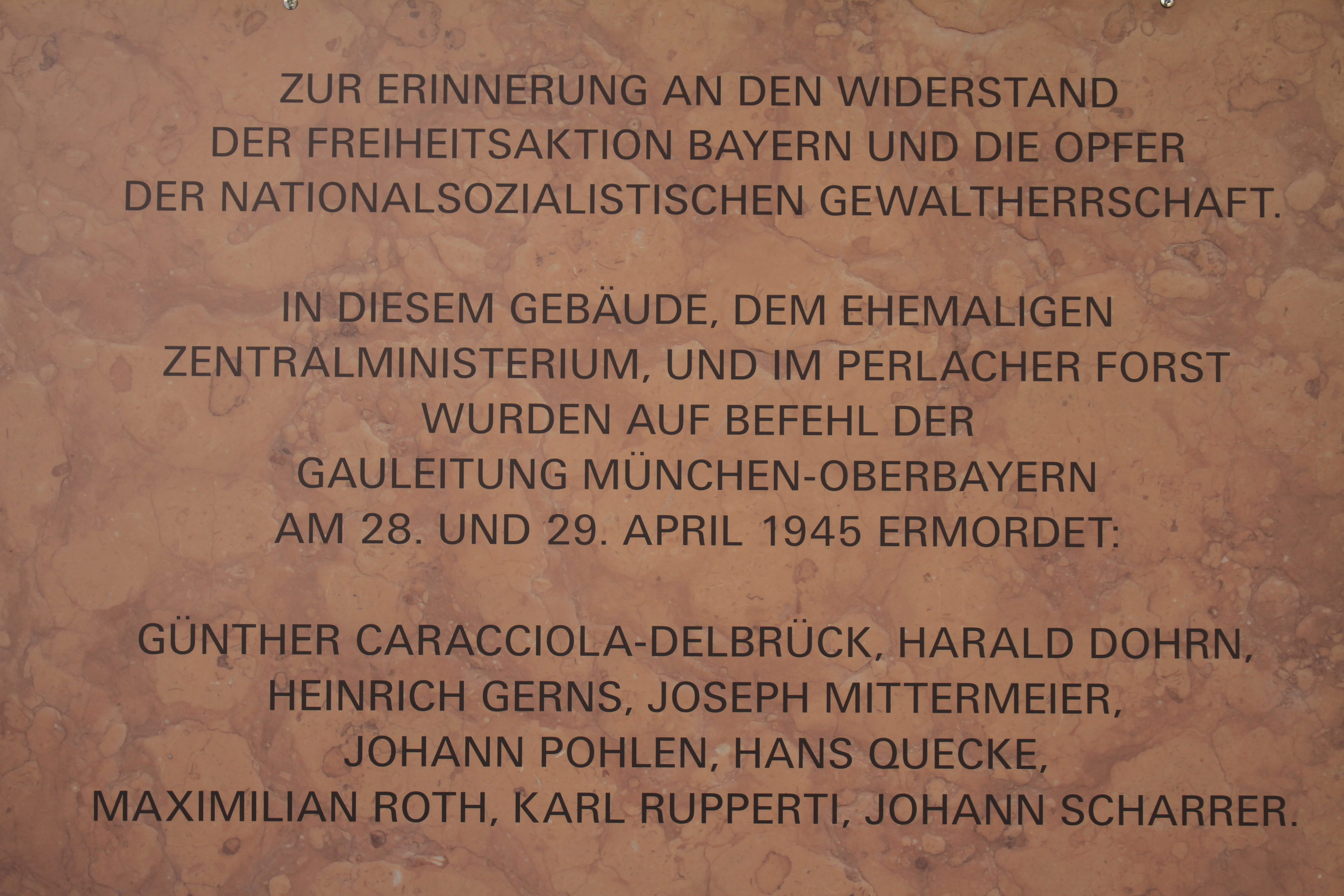
Gedenktafel im Innenhof des Landwirtschaftsministeriums

Im Jahr 1947 wurde der frühere Feilitzschplatz (ab 1933 „Danziger Freiheit“) zu Ehren der Widerstandsbewegung in Münchener Freiheit umbenannt.
Eine Gedenktafel im Innenhof des Landwirtschaftsministeriums ehrt die an dieser Stelle hingerichteten Mitglieder der Freiheitsaktion Bayern für ihren Widerstand. Diese Tafel wurde vom Bezirksausschuß Maxvorstadt-Universität am 29. Juni 1981 beantragt (Antragsnummer 2238) und führte am 28. April 1982 zu einer Anfrage im Bayerischen Landtag durch Joachim Schmolcke.
Die Gedenktafel durfte nicht wie beantragt an der Straßenfassade zur Ludwigstraße platziert werden, hierfür verweigerte Landwirtschaftsminister Hans Eisenmann seine Zustimmung; die Tafel wurde am 28. April 1984 im sogenannten Schmuckhof angebracht.
Die folgenden Widerstandskämpfer wurden jedoch nicht im Schmuckhof, sondern im nördlich gelegenen Wirtschaftshof erschossen (Anmerkung: Harald Dohrn und Hans Quecke könnten auch im Perlacher Forst ermordet worden sein) (oder doch im Wirtschaftshof ermordet und die sterblichen Überreste im Perlacher Forst beseitigt worden sein):

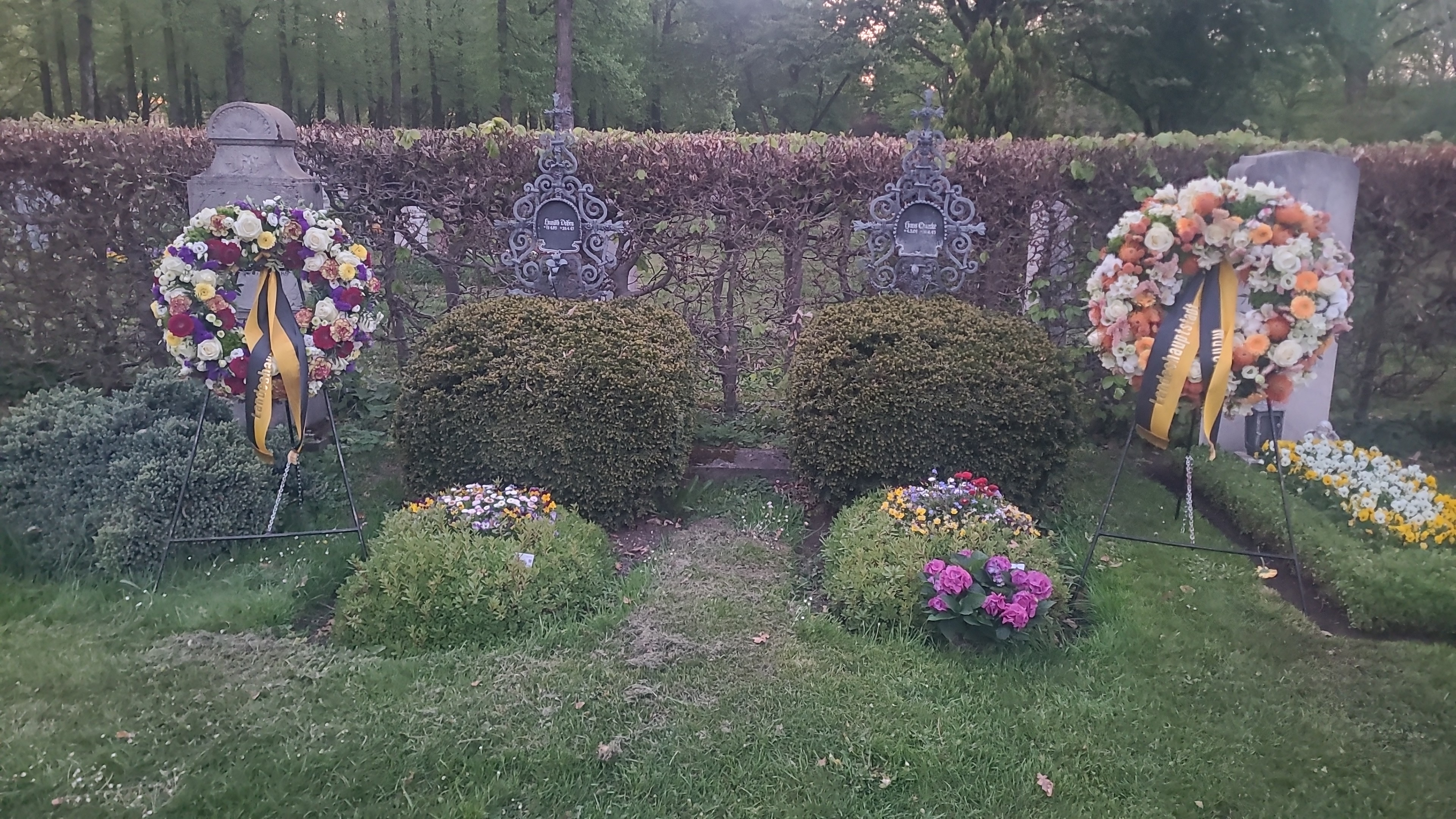
Grab von Harald Dohrn und Hans Quecke am 80. Todestag

- Hans Scharrer (* 8. März 1892; † 28. April 1945)
- Günther Caracciola-Delbrück (* 27. November 1898; † 28. April 1945)
- Maximilian Roth (* 1899; † 29. April 1945).
- Harald Dohrn (* 17. April 1885; † 29. April 1945) begraben am Friedhof am Perlacher Forst (Grabstätte ♁77-1-115)
- Hans Quecke (* 4. März 1901; † 29. April 1945)

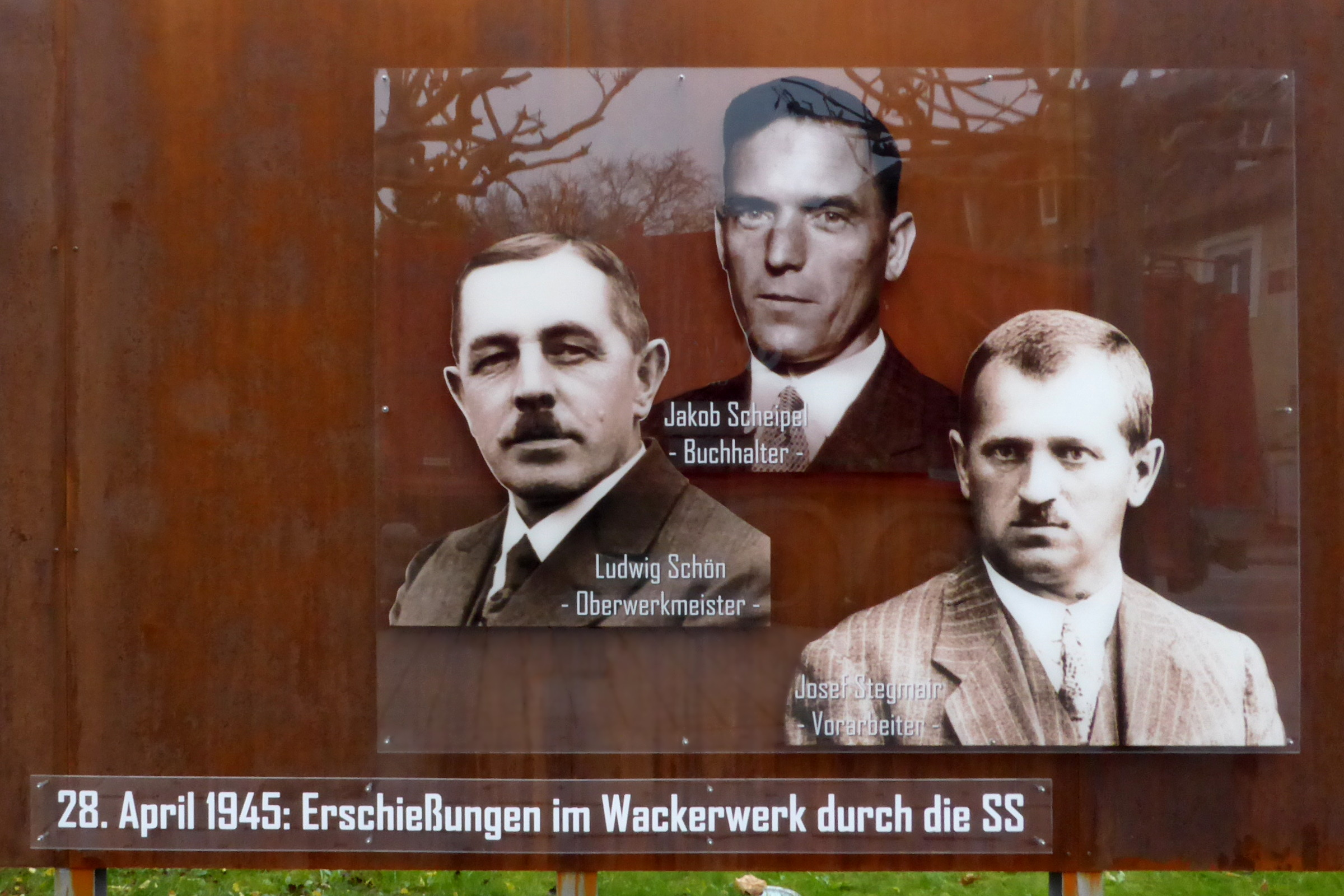
Teil des Denkmals in Burghausen

Der Innenhof des Landwirtschaftsministeriums ist seither als Erinnerungsort im Rahmen der Dienstzeiten des Ministeriums öffentlich zugänglich.
An Jakob Scheipel, Ludwig Schön und Josef Stegmair, die von der SS erschossenen Anführer des Widerstands im Wacker-Werk in Burghausen, erinnert seit 1946 ein Mahnmal auf dem Gelände des Werks; die Stadt Burghausen benannte Straßen nach ihnen. Im November 2013 wurde am Park der Deutschen Einheit in Burghausen ein Denkmal aufgestellt, das Bilder der Widerstandskämpfer sowie eine Chronologie der Ereignisse vom 27./28. April 1945 zeigt.
An Karl Friedrich Scheid  erinnert der Scheidplatz in München und eine Gedenktafel in Bad Wiessee.
In Grünwald erinnert ein Gedenkstein an der nach ihm benannten Straße an Thomas Max, den Adoptivsohn von Colombo Max, der am 28. April 1945 als Mitglied der Freiheitsaktion Bayern auf offener Straße vom örtlichen Volkssturmführer Friedrich Ehrlicher erschossen wurde.
Rupprecht Gerngross ließ 1963 in China eine Dschunke namens „Mau Yee – Münchner Freiheit“ bauen, mit der er an die „Freiheitsaktion Bayern“ erinnerte.
1975 wurde im ZDF der Film Kennwort: Fasanenjagd München 1945 gesendet (Regie: Karlheinz Bieber), mit Karl-Michael Vogler als Rupprecht Gerngross und Werner Kreindl als Gauleiter Giesler.

## Literatur

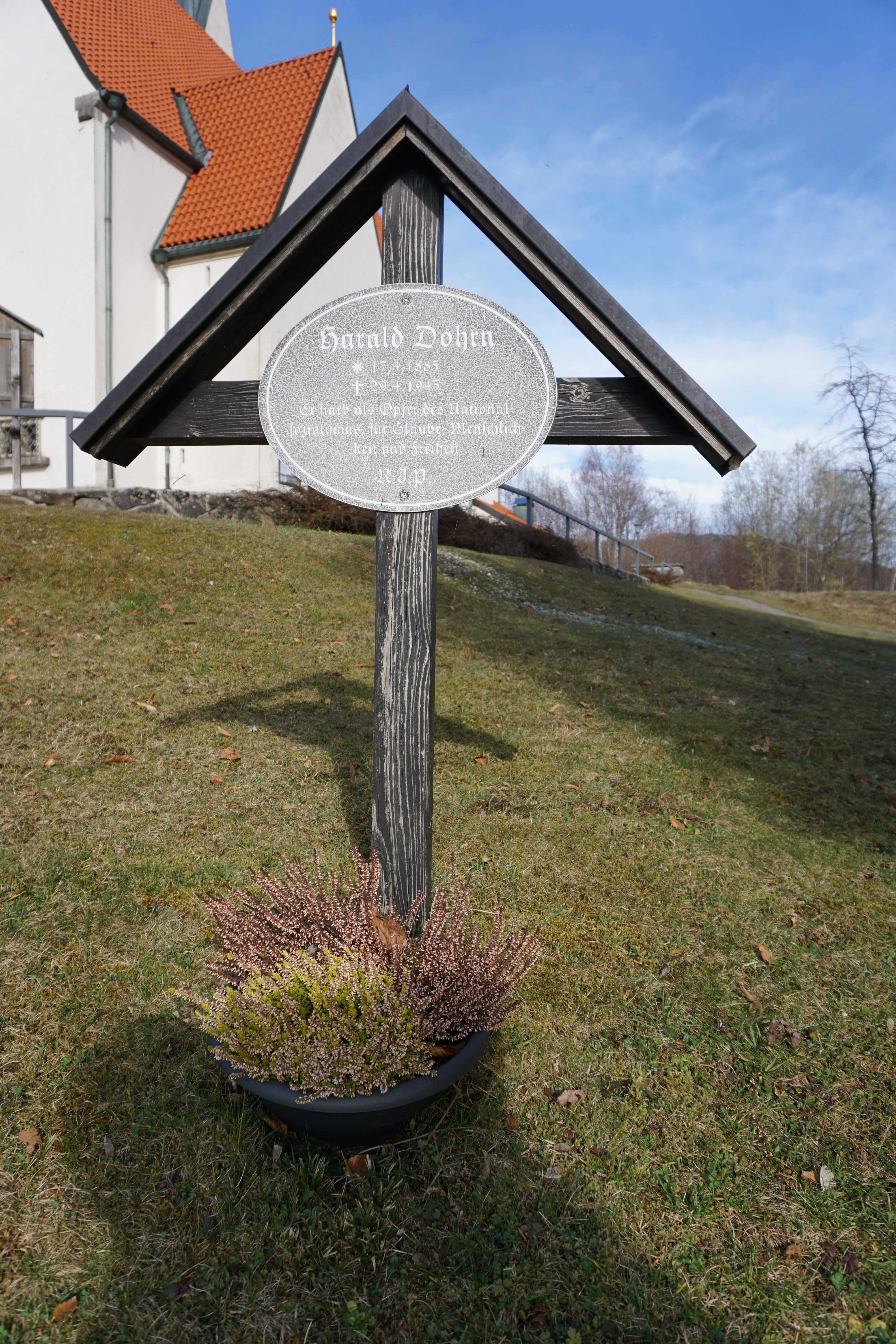
Gedenkkreuze für Harald Dohrn und Hans Quecke in Bad Wiessee